# 斯泰布尼克河 (貝斯特里察-索洛特溫斯卡河支流)
斯泰布尼克河（羅馬化：Stebnyk）是烏克蘭西部的河流，屬於貝斯特里察-索洛特溫斯卡河的支流。該河流經伊萬諾-弗蘭科夫斯克州的伊萬諾-弗蘭科夫斯克區，河道全長13公里，流域面積27.1平方公里。